# Limnophila maculithorax
Limnophila maculithorax är en tvåvingeart som beskrevs av Edwards 1926. Limnophila maculithorax ingår i släktet Limnophila och familjen småharkrankar. Inga underarter finns listade i Catalogue of Life.